# Glaciațiunea Saale

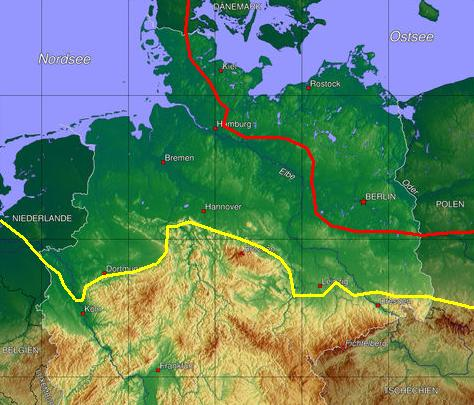
Întinderea maximă (stadiul Drenthe) a complexului Saale (linia galbenă). Linia roșie arată cea mai mare întindere a glaciației Vistula mai recente.

Glaciația Saale, denumită uneori glaciația Saaliană, perioada rece Saale (germană Saale-Kaltzeit), complexul Saale (Saale-Komplex) sau etapa glaciară Saale (numită Etapa Wolstoniană în Marea Britanie), este cea de-a doua dintre cele trei glaciații mari din Europa de Nord și părțile de nord ale Europei de Est, Europa Centrale și Europei de Vest. Urmează după interglaciarul Holstein (Stadiul Hoxnian în Marea Britanie) și precede interglaciarul Eem (Ipswichian în Marea Britanie). Nu există un acord cu privire la data de începere, cu date variind între 400.000 și 300.000 de ani în urmă, în timp ce sfârșitul este datat cu aproximativ 130.000 de ani în urmă.

## Definirea temporală

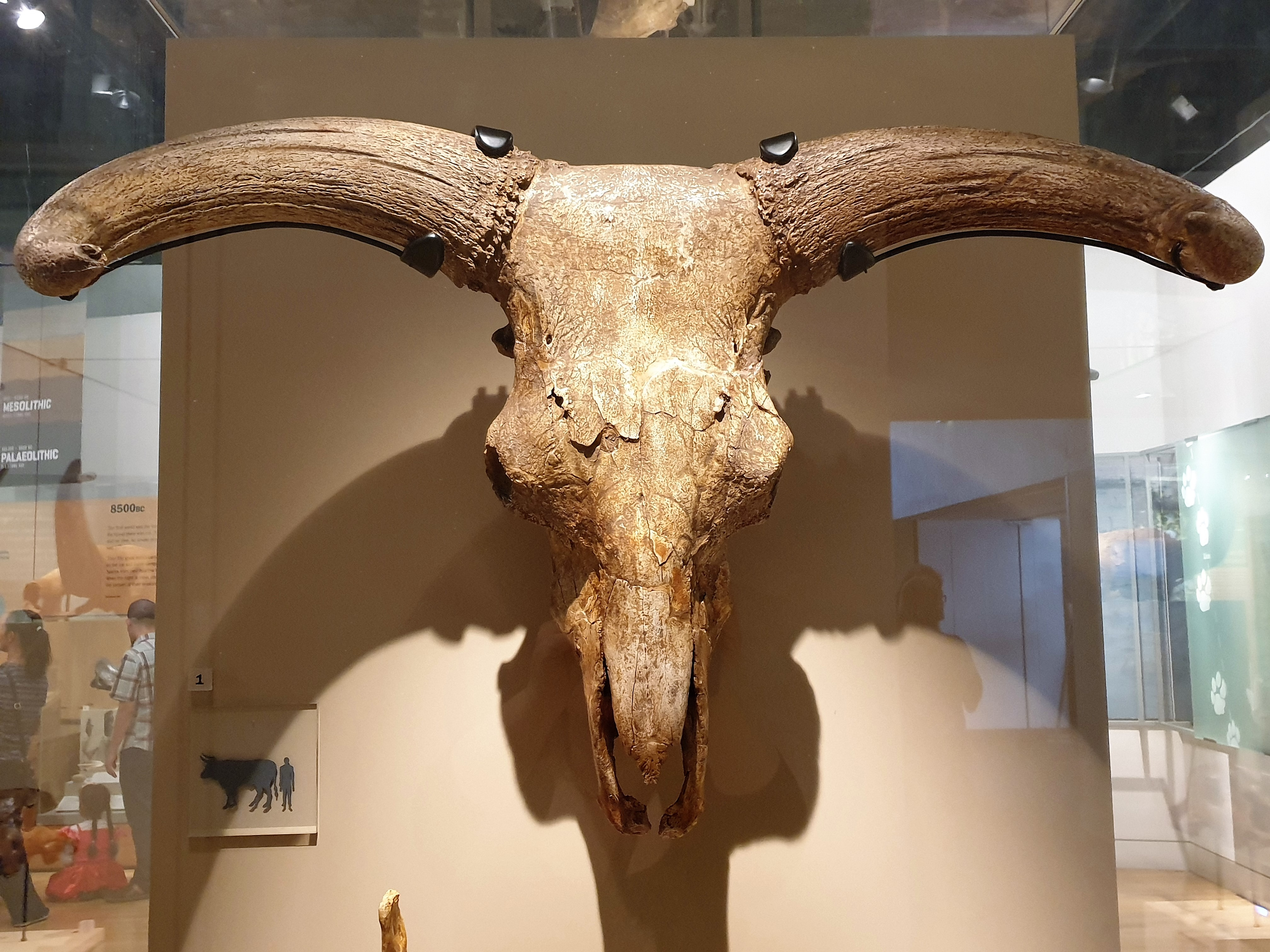
Craniu de bour din complexul Saale din Ilford, Marea Britanie

A urmat interglaciarului Holstein și a fost urmat de interglaciarul Eem. Complexul Saale este plasat în prezent, în funcție de sursă, între aproximativ 300.000 și 130.000 de ani în urmă sau acum 347.000 până la 128.000 de ani (durata: aproximativ 219.000 de ani), aproximativ contemporan cu glaciația Riss din regiunea alpină. „Epoca glaciară” efectivă include doar o parte din glaciația Saale sau complexul Saale. Prima fază rece (glaciarul Fuhne) de la începutul complexelor Saale este separată de o perioadă mai caldă (interglaciarul Dömnitz) de „epoca glaciară” Saale propriu-zisă. Termenul „Epoca glaciară Saale” sau „Glaciarul Saale” are astfel 2 sensuri în literatură – se referă uneori la faza în care ghețarul a avansat în nordul Germaniei, dar se poate referi și la întregul complex Saale. Termenii sunt adesea interschimbați în literatură.
Glaciația Saale a avut loc aproximativ în același timp cu stadiul Wolstonian în Insulele Britanice și stadiul Illinois în America de Nord.
Glaciația Saale a fost denumită așa în 1910 de geologii germani Jacob Stoller și Konrad Keilhack.

## Întindere spațială

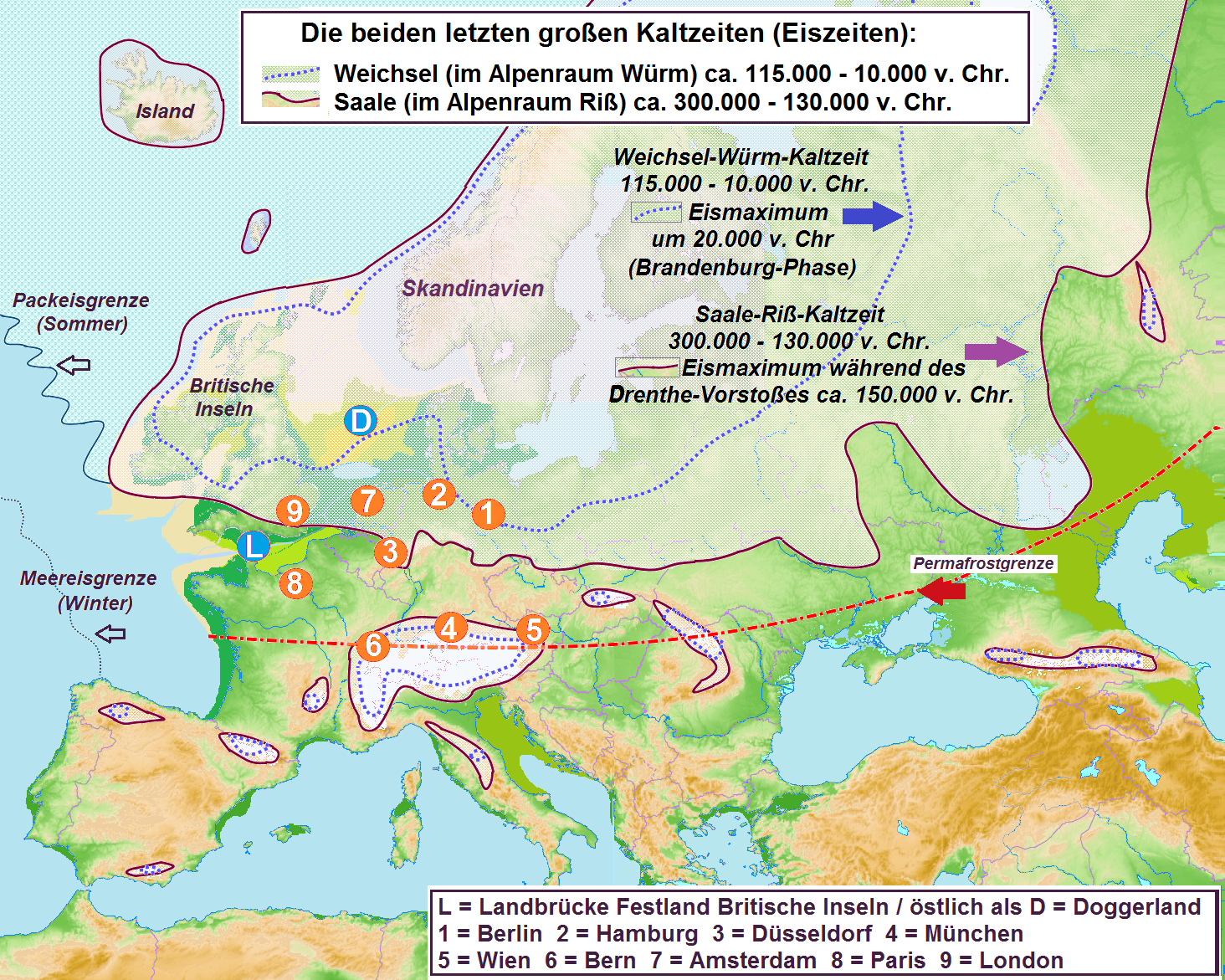
Glaciația Würm (cunoscută în nordul Germaniei ca Vistula) în comparație cu Riss (în nordul Germaniei numită Saale). Avansurile glaciare au fost întrerupte de interstadiale mai calde. În acestea, oamenii preistorici (neanderthalienii, ca succesori ai homo heidelbergensis) s-au răspândit din zonele montane peste permafrostul intermitent spre nord și nord-est. Apoi, de la circa 40.000 î.Hr., oamenii anatomic moderni s-au stabilit mai mult în aceste regiuni.

Avansul maxim al calotei glaciare în Germania de Nord în timpul stadiului Drenthe este descris de o linie de la Düsseldorf prin Paderborn, Hamelin, Goslar, Eisleben, Zeitz și Meissen până la Görlitz. De la munții Harz spre est (Polonia, Brandenburg, Saxonia și Saxonia-Anhalt) gheața nu a ajuns decât 10 - 50 km până la întinderea maximă a glaciației Elster. La nord de Harz cele două calote glaciare au ajuns pe aceeași linie; iar la vest de Harz gheața complexului Saale se întindea cu 100 km mai la sud decât calota glaciară Elster. La sud de această linie, adică în fața foștilor ghețari, sunt răspândite sedimente fluviatile și periglaciare. În stadiul Drenthe, bazinul Mării Nordului, Marea Britanie și Irlanda au fost de asemenea afectate.